# 第3補給連隊 (フランス軍)
第3補給連隊（だいさんほきゅうれんたい、3e régiment du matériel：3e RMAT）は、オート＝ガロンヌ県トゥールーズに駐屯する、第2後方支援旅団隷下のフランス陸軍の後方支援連隊である。
兵種は輜重など、伝統的区分は輜重兵である。

## 沿革
- 1961年：コンピエーニュにて前身となる部隊が編制される。
- 1985年7月：第3補給連隊が編成される。
- 1993年：解隊される。
- 1999年7月1日：再編成される。

## 最新の部隊編成
- 連隊本部
- 本部管理中隊
- PC大隊
- 第1移動落下傘整備中隊 - （Pradère-les-Bourguets、バルマ、トゥールーズ駐屯地）
- 第2移動落下傘整備中隊 - （Pradère-les-Bourguets、バルマ、トゥールーズ駐屯地）
- 第3需品中隊 - （SEDZERE駐屯地）
- 第11総合技術中隊
- 第12供給中隊
- 混成移動修理小隊 - （ポー駐屯地）
- 野砲整備小隊 - （TARBES駐屯地）

## 任務
- 連隊は、第1線部隊に対する補給支援をおこなう。
- 各派遣先において、技官と軍人が協力して高度な自動車整備や軍用品整備等を行い、連隊の隊員に対して専門的な知識の普及にあたる。
- 第11落下傘旅団に対する支援も行う。

### 定員
連隊は1200名からなり、軍人620名、軍属600名で構成される。

## 主要装備
- GIAT BM92-G1
- FA-MAS
- P4
- TRM 2000
- TRM 4000
- TRM 10000
- GBC 180